# براد سكوت (مقاتل)
براد سكوت (بالإنجليزية: Brad Scott) هو فنان قتال مختلط بريطاني، ولد في 22 يونيو 1989 في مقاطعة سومرست في المملكة المتحدة.

## وصلات خارجية
- براد سكوت على موقع يو إف سي (الإنجليزية)
- براد سكوت على موقع شيردوغ (الإنجليزية)
- براد سكوت على موقع IMDb (الإنجليزية)